# ライフゲームの物体一覧
ライフゲームの物体一覧（ライフゲームのぶったいいちらん）はライフゲームに出てくる物体についての一覧である。

## 固定物体
固定物体は世代が進んでも同じ状態を保つ物体のことである。
- 4セル
  - ブロック
  - タブ
- 5セル
  - ボート
- 6セル
  - 蜂の巣
  - 船
  - 空母
  - はしけ
  - へび
- 7セル
  - パン
  - イーター
  - 長いボート
  - 長いへび
- 8セル
  - 池
  - 長いはしけ
  - 長い船
  - マンゴー
  - 尾付きフック
  - シレラー
  - 尾付きタブ
  - カヌー
  - 長い長いへび
  - 2つのブロック
- 24セル
  - 養蜂場
- 4nセル
  - モザイク

## 振動子
振動子は何世代か後に元の状態に戻る物体のことである。
- 周期2（フリップフロップ）
  - ブリンカー
    - 信号灯

  - ヒキガエル
  - ビーコン
  - 時計
- 周期3
  - パルサー
- 周期4
  - 時計II
  - 回転花火
- 周期8
  - ヘルツ振動子
- 周期15
  - ペンタデカスロン

## 移動物体
移動物体は形を変えずに移動する物体のことである。
- 光速の1/2
  - 宇宙船
- 光速の1/4
  - グライダー

グライダーは、2世代で縦(横)に1セル進んで鏡像をなし、さらに2世代で横(縦)に1セル進んで元に戻る。つまり、4世代で√2セル進むが、慣例的に縦または横の速度に着目してc/4とされる。

## 繁殖型
繁殖型はセルが無限にあれば無限に増え続ける物体である。
- 時間に比例した繁殖
  - グライダー銃
  - シュシュポッポ列車
- 時間の2乗に比例した繁殖（ブリーダー）
  - マックス